# Кокшетауский государственный университет
Кокшета́уский университе́т им. Чокана Валиханова (каз. Ш. Уәлиханов атындағы  Көкшетау университетi; англ. Shoqan Ualikhanov Kokshetau State University, также известен как Чока́новский, КГУ) — высшее учебное заведение, расположенное в городе Кокшетау.
Кокшетауский университет имени Ч. Валиханова организован Приказом Министерства образования Республики Казахстан от 23 мая 1996 года № 143 на базе Кокчетавского педагогического института имени Ч. Ч. Валиханова. В состав нового вуза включены другие организации высшего образования, расположенные в городе — сельскохозяйственный институт им. С. Садвакасова и филиал Карагандинского политехнического института.
Постановлением правительства Республики Казахстан № 163 от 31 января 2001 года вуз переименован в Республиканское государственное казённое предприятие «Кокшетауский государственный университет имени Чокана Валиханова».
В 2012 году вуз реорганизован в Республиканское государственное предприятие на праве хозяйственного ведения «Кокшетауский государственный университет имени Чокана Валиханова» Министерства образования и науки Республики Казахстан.
В 2020 году университет реорганизован в Некоммерческое акционерное общество «Кокшетауский университет имени Чокана Валиханова».

## История[1]

### Кокчетавский педагогический институт
25 июля 1962 года открылся Кокчетавский педагогический институт, имевший в своей структуре один факультет — филолого-физико-математический. В 1963 году на базе данного факультета открылись самостоятельные физико-математический и филологический факультеты.
29 марта 1965 институту присвоено имя первого казахского учёного-просветителя Чокана Чингизовича Валиханова.
В 1966 году в институте открылся факультет иностранных языков.
В 1979 году организован факультет повышения квалификации директоров.
В 1984 году ввёден в эксплуатацию новый учебно-лабораторный корпус на 2000 обучающихся. Число студентов выросло с 400 до 2500.
В 1985 году организован химико-биологический факультет.

#### Ректоры Кокчетавского педагогического института
- 1962-? — Горохводатский Иван Степанович
- 1972-? — Боярский Евгений Иванович
- 1990—1992 — Жуламанов Куандык Досмаганбетович
- 1992—1996 — Айтмухамбетов Абай Ахметгалиевич

### Кокшетауский филиал Карагандинского политехнического института
В 1963 году был образован общетехнический факультет Павлодарского индустриального института (первый директор — инженер Михаил Фёдорович Рысиков), который в 1972 году переведён в состав Карагандинского политехнического института.
В 1987 году сдан в эксплуатацию новый учебный корпус на 1000 мест. На факультете введено обучение по вечерней форме по специальностям: «Промышленное и гражданское строительство», «Технология машиностроения», «Автомобили и автомобильное хозяйство».
В 1988 году открыта специальность «Радиотехника». В 1990 году на факультете открывается заочное отделение.
В 1991 году осуществлён первый набор студентов на очную форму обучения по специальностям: «Экономика и управление в строительстве» и «Технология машиностроения». При поддержке добывающих предприятий открыта специальность «Открытая разработка полезных ископаемых».
В 1993 году организован Кокшетауский филиал Карагандинского политехнического института. Директор — кандидат педагогических наук, доцент К. А. Айткожин.

### Кокчетавский сельскохозяйственный институт
В 1979 году в Кокчетаве открывается филиал Целиноградского сельскохозяйственного института по специальности «Агрономия», «Зоотехния».
В 1980 году открыта новая специальность «Механизация сельского хозяйства».
9 января 1991 года филиал преобразуется в Кокчетавский сельскохозяйственный институт.

#### Ректоры Кокчетавского сельскохозяйственного института
- 1979—1985 — Темрешев Исатай Галиевич
- 1985 — 23.05.1996 — Жунусов Бакыт Газизович

### Кокшетауский университет имени Чокана Валиханова
Приказом Министерства образования Республики Казахстан от 23 мая 1996 года № 143 на базе Кокшетауского педагогического института имени Ч. Ч. Валиханова был создан Кокшетауский университет имени Ч. Валиханова, включивший сельскохозяйственный институт им. С. Садвакасова и филиал Карагандинского политехнического института.
В первые годы работы реорганизованного вуза совершенствуется и модернизируется учебный процесс:
- в 1998 году внедряется трёхуровневая система обучения, открывается магистратура;
- в 2000 году вуз переходит на рейтинговую систему оценки эффективности учебно-методической работы;

В 2005 году вводится система менеджмента качества. Сертификация на соответствие международным стандартам ИСО 9001-2000.
Кокшетауский государственный университет имени Чокана Валиханова имеет несколько структурных подразделений:
- научный центр
- служба системы менеджмента качества
- отдел информатизации и автоматизации
- отдел инновационных технологий
- информационно-вычислительный Центр
- центр по бесплатному изучению государственного языка

В университете 9 факультетов:
- физико-математический факультет
- агро-инженерный факультет
- филологический
- экономический факультет
- исторический факультет
- естественно-педагогический факультет
- факультет туризма, спорта и дизайна
- факультет техники и технологии
- факультет общей медицины (открыт с 2018 года)

На кафедрах университета трудятся свыше 2500 преподавателей, среди которых 221 доктора наук, и 871 кандидата наук (171 профессоров, 141 имеют звание доцента).
С 2021 года в университете 4 факультета:
1. Высшая школа медицины
2. Высшая школа экономики и права
3. Педагогический институт
4. Агротехнический институт имени Смагула Садвакасова

Обучение студентов в Кокшетауском государственном университете проводится на русском и казахском отделениях по 45 специальностям.
Направления подготовки специалистов-бакалавров:
- образование
- гуманитарные науки
- право
- искусство
- социальные науки и бизнес
- естественные науки
- технические науки и технологии
- сельскохозяйственные науки
- услуги

#### Ректоры Кокшетауского университета имени Чокана Валиханова
- 1996—2007 — Айтмухамбетов Абай Ахметгалиевич
- 2007—2010 — Ибраев Шакимашрип Ибраевич
- 2010—2012 — Калабаев Найман Бубеевич
- 2012 (декабрь) — 2014 — Елюбаев Сагинтай Зекенович
- 25.07.2014 — 2018 — Абжаппаров Абдумуталип Абжаппарович
- 2018—н.в. — Сырлыбаев Марат Кадирович